# دونا مانسيل
دونا مانسيل هي متلقية لعمليتي نقل قلب وهي التي كانت ملهمة لحملة التسجيل في سجل التبرع بالأعضاء  كما أنها قدمت استشارات لآخرين يعانون من حالات مماثلة وذلك في أثناء رقادها على سريرها في المستشفي. كما روجت دونا للتبرع بالأعضاء من خلال وسائل الإعلام والمناسبات الخيرية، كما كانت ممثلة لـمؤسسات القلب البريطانية وقادت حملة تبرعات في أعياد الميلاد. وبعد وفاتها في يوليه 2010 

## نشأتها
ولدت دونا لويس دافيدسن في 14 من يوليو 1983م وتمتعت بطفولة طبيعية إلى حد كبير حتى وصلت سن 19 عامًا. وبعد أن حملت بابنتها لوني (Leonie) لمدة 33 أسبوعًا، سرعان ما اكتشف الأطباء أن دونا تعاني من حالة متطورة من اعتلال في عضلة القلب المتمددة. ولدت ليوني من خلال عملية قيصرية في 9 من أغسطس 2002م بينما كانت دونا تخضع للعلاج بسب تعرضها لـسكتة قلبية. وبعد 12 أسبوعًا من العلاج غير الناجح، أدرك الأطباء أن الحل الوحيد هو إجراء عملية زرع قلب وفي 2 من نوفمبر 2002م خضعت دونا لأول عملية زرع قلب بالنسبة لها في مستشفى الملكة إليزابيث ببيرمينجهام. وبعد عملية زراعة القلب، تعرضت دونا لما يسمى رفض العضو المزروع عدة مرات مما تطلب الإقامة في مستشفيات مختلفة . وفي النهاية تمكن الأطباء من السيطرة على الحالة وواصلت دونا حياتها حتى ديسمبر 2004م عندما تبين من خلال التشخيص أن أخاها جيمس يعاني من اعتلال في عضلة القلب وأدرج اسمه في قائمة عمليات زرع القلب. وبعد فترة قصيرة خضع جيمس لعملية زرع قلب.
وفي أبريل 2005م بدأت دونا تشعر بضيق في التنفس وبالكاد تستطيع المشي. وتم تشخيص حالتها بأنها رفض مزمن للعضو المزروع وقام جسمها بتطوير أجسام مضادة للعضو المزروع وتلك الأجسام المضادة كانت تهاجم قلبها. وأدى ذلك إلى إدراج اسم دونا في قائمة عمليات زراعة الأعضاء لمرة أخرى لأنه لم يكن هناك شيء آخر يمكن عمله لإنقاذ هذا القلب. وبعد أربعة أشهر خضعت دونا لعملية زرع قلب مرة ثانية. وفي عام 2007م توفي جيمس بسبب مضاعفات ناتجة عن عملية زرع القلب مما أصاب دونا بصدمة لأنهما كانا مقربين للغاية من بعضهما بسبب مرضهما. وبعد فترة قصيرة علمت دونا أن ابنتها ليوني تعاني أيضًا من اعتلال في عضلة القلب المتمددة. كما أضاف الأطباء أنه يوجد عيب خلقي في جين تروبونين تي2 والذي كان السبب وراء كل المشاكل المتعلقة بقلوبهم.

## الزواج
في يوليو 2008م التقت دونا بـ أران (أز) مانسيل وفي فبراير 2010م تزوجت دونا وأران  at St Mary &وجرى حفل الزواج في كنيسة القديسين في كيدرمينستر حيث جرت مراسم دفن جيمس منذ بضع سنوات.

## حملة حلم دوناس
حلم دوناس هي حملة من أجل تشجيع أكبر عدد من الناس على التوقيع على سجل التبرع بالأعضاء في المملكة المتحدة تحت قيادة أز مانسيل في ذكرى دونا مانسيل الملهمة لهذه الفكرة لزيادة عدد المتبرعين من أجل التبرع بالأعضاء وفي النهاية عمليات الزرع 